# World Games 2022/Boules
Bei den World Games 2022 in Birmingham, Alabama, fanden vom 12. bis 13. Juli insgesamt vier Wettbewerbe für Frauen im Boule statt. Ausgetragen wurden die Wettkämpfe in der University of Alabama at Birmingham.
Für die deutsche Pétanque-Mannschaft waren Verena Gabe und Eileen Jenal am Start, beide blieben aber ohne Medaillen. Im Doublette belegten sie den vierten Platz. Im Tir de precision erreichte Jenal den Platz fünf.

## Bilanz

### Medaillenspiegel
| Platz  | Land               | Gold | Silber | Bronze | Gesamt |
| ------ | ------------------ | ---- | ------ | ------ | ------ |
| 1      | Kambodscha         | 2    | —      | —      | 2      |
| 2      | Frankreich         | 1    | 1      | —      | 2      |
| 2      | Kroatien           | 1    | 1      | —      | 2      |
| 4      | Italien            | —    | 1      | 1      | 2      |
| 5      | Vereinigte Staaten | —    | 1      | —      | 1      |
| 6      | Serbien            | —    | —      | 1      | 1      |
| 6      | Thailand           | —    | —      | 2      | 2      |
| Gesamt | Gesamt             | 4    | 4      | 4      | 12     |

### Medaillengewinner
| Disziplin              | Gold                           | Silber                                       | Bronze                                            |
| ---------------------- | ------------------------------ | -------------------------------------------- | ------------------------------------------------- |
| Schießspiel            | Nives Jelovica (CRO)           | Marika Depetris (ITA)                        | Nataša Antonjak (SRB)                             |
| Präzisions-Schießspiel | Ophélie Armanet (FRA)          | Ria Vojković (CRO)                           | Gaia Gamba (ITA)                                  |
| Pétanque Einzel        | Ouk Sreymom (CAM)              | Bekah Howe (USA)                             | Phantipha Wongchuvej (THA)                        |
| Pétanque Doppel        | KambodschaOuk Sreymom Un Sreya | FrankreichNadège Baussian Caroline Bourriaud | ThailandNantawan Fueangsanit Phantipha Wongchuvej |